# Грб Лукавца
Грб Лукавца приказује градски хоризонт са симболима индустрије и рударсрва. На грбу доминира плава боја.